# Mannica nadmorska
Mannica nadmorska (Puccinellia maritima (Huds.) Parl.) – gatunek roślin z rodziny wiechlinowatych (Poaceae).

## Rozmieszczenie geograficzne
Występuje wzdłuż wybrzeży morskich w Europie, północnej Afryce i Ameryce Północnej. W Polsce znana tylko z dwóch współczesnych stanowisk: Wyspa Chrząszczewska i u ujścia Świny.

## Morfologia
ŁodygaŹdźbło do 60 cm wysokości.
LiścieSzydlaste, mięsiste.
KwiatyZebrane w 5-9-kwiatowe kłoski, te z kolei zebrane w jednostronną wiechę. Plewa dolna do 2 mm długości, 3-nerwowa.

## Biologia i ekologia
Bylina, hemikryptofit, halofit. Rośnie na solniskach i słonych łąkach. Kwitnie od czerwca do września. Gatunek charakterystyczny związku Puccinellion maritimae i zespołu Puccinellietum maritimae. Gatunek wyróżniający zespołu Puccinellio maritimae-Salicornietum.

## Zagrożenia
Kategorie zagrożenia gatunku:
- Kategoria zagrożenia w Polsce według Czerwonej listy roślin i grzybów Polski (2006)[7]: E (wymierający); 2016: CR (krytycznie zagrożony)[8].
- Kategoria zagrożenia w Polsce według Polskiej Czerwonej Księgi Roślin (2001, 2014): CR (krytycznie zagrożony)[9].